# Splav meduze
Splav meduze je slovenski dramski film iz leta 1980 v režiji Karpa Godine po scenariju Branka Vučićevića. Dogajanje filma je postavljeno v dvajseta leta v Vojvodino, glavni junakinji sta učiteljici, Slovenka Kristina in Srbkinja Ljiljana. Film je prepleten z elementi dadaizma in nadrealizma. Leta 1980 je film prejel nagrado Prix de la Cinemateque Royale de Belgique. 

## Igralci
- Olga Kacjan kot Kristina Polič
- Vladislava Milosavljević kot Ljiljana
- Boris Komnenić kot Mišić
- Erol Kadić kot Borivoje Lazarević
- Frano Lasić kot Aleksa Ristić
- Miloš Battelino kot Div Žnidaršič
- Radmila Živković kot Nadežda
- Predrag Panić kot Ljiljanin brat
- Gisela Siebauer kot Hanna Kluge
- Petar Kralj kot perverznež
- Predrag Radovanović kot tovarnar
- Mitja Šipek kot direktor
- Peter Boštjančič kot agent
- Cornel Giban kot Viorel
- Milena Godina kot glas stare gospe